# یوزف ماریا البریش
یوزف ماریا البریش (انگلیسی: Joseph Maria Olbrich؛ ۲۲ دسامبر ۱۸۶۷ – ۸ اوت ۱۹۰۸) یک معمار اهل اتریش بود.